# Internet Explorer 7
Pour un article plus général, voir Internet Explorer.
Chronologie des versions
Internet Explorer 6 Internet Explorer 8
Internet Explorer 7 (officiellement Windows Internet Explorer 7), communément abrégé IE7, est un client web développé par Microsoft à la fin de l'année 2006 pour Windows Vista, Windows XP SP2 et Windows Server 2003 SP1. Internet Explorer 7 fait partie d'une longue lignée de versions d'Internet Explorer et est la première version majeure du navigateur de plus de 5 ans, coïncidant avec la sortie de Windows Vista. Sa part de marché augmente à mesure qu'il est le navigateur par défaut dans Vista et proposé en remplacement d'Internet Explorer 6 sous Windows XP via Windows Update. Sa part de marché mondial atteint 18,16 % en octobre 2009, soit 5,91 points de moins que Firefox.
Son successeur est Internet Explorer 8, dont la version finale a été publiée au grand public le 19 mars 2009.
L'usage de ce logiciel est déconseillé par les gouvernements allemand et français pour raison de sécurité.

## Aperçu
La version 7 d'Internet Explorer a été renommé Windows Internet Explorer (par opposition à Microsoft Internet Explorer) dans le cadre des changements de marques des composants de Microsoft qui sont inclus dans Windows. Il est disponible comme une partie de Windows Vista et de Windows Server 2008, et d'un téléchargement séparé via Windows Update pour Windows XP avec le Service Pack 2 (SP2) et Windows Server 2003 avec le SP1 ou le SP2. Internet Explorer 7 peut également être téléchargé directement depuis le site Web de Microsoft.. De larges portions de l'architecture sous-jacente, y compris le moteur de rendu et le framework de sécurité, ont été considérablement remaniées. En partie à cause du renforcement des mesures de sécurité, le navigateur est une application autonome, et non pas intégré dans le shell Windows, et n'est donc plus capable d'agir comme un navigateur de fichiers. Le premier bulletin de sécurité a été publié seulement un jour après le jour de sa sortie, mais il s'est avéré être un problème de sécurité dans Outlook Express, et non pas dans Internet Explorer 7. La première vulnérabilité exclusive à Internet Explorer 7 a été affichée six jours après.
Sur Windows Vista, Internet Explorer fonctionne dans un "Mode Protégé", qui exécute le navigateur dans un Sandbox de sécurité qui n'a pas accès au reste du système d'exploitation ou du système de fichiers, à l'exception du répertoire Temporary Internet Files. Lors de l'exécution en mode protégé, IE7 est un processus d'intégrité faible, il ne peut avoir accès en écriture à des fichiers et clés de registre en dehors d'un dossier de profil d'utilisateur. Cette fonctionnalité vise à atténuer les problèmes des failles nouvellement découvertes dans le navigateur (ou des Add-Ons hébergé à l'intérieur) qui permettent à des pirates d'installer des logiciels sur l'ordinateur de l'utilisateur (généralement des spywares).
Les versions de Windows Vista et de Windows XP d'Internet Explorer 7 disposent également d'une mise à jour de l'API WinInet. La nouvelle version a un meilleur support pour IPv6, et supporte les littérales hexadécimal dans l'adresse IPv6. Il comprend également un meilleur support pour la compression gzip et deflate, de sorte que la communication avec un serveur web peut être compressé et donc nécessitent moins de données à transférer,. Le mode protégé d'Internet Explorer supporté dans WinInet est exclusif à Windows Vista. Le 8 octobre 2007, Microsoft a supprimé le composant Windows Genuine Advantage d'IE7 et l'a ouvert pour tous les utilisateurs de Windows.
| La part de marché d'IE pour août 2009   |
| --------------------------------------- |
| IE5 – 0,04 %                            |
| IE5.5 – < 0,03 %                        |
| IE6 – 27,21 % (23,30 % en octobre 2009) |
| IE7 – 23,09 % (18,16 % en octobre 2009) |
| IE8 – 12,46 % (20,54 % en octobre 2009) |

### Historique
Le 15 février 2005, le Président de Microsoft, Bill Gates, a annoncé que la nouvelle version de son navigateur serait lancée à la Conférence RSA à San Francisco. Internet Explorer 7 est disponible uniquement pour Windows XP SP2 et ultérieur, y compris Windows Server 2003 SP1 et Windows Vista. La première version bêta du navigateur a été publiée le 27 juillet 2005 pour des essais techniques, et un premier aperçu de la version publique d'Internet Explorer 7 (version Pre-Beta 2) a été publié le 31 janvier 2006. La dernière version publique est sortie le 18 octobre 2006. Fait intéressant, le même jour mais avant le lancement de Microsoft Internet Explorer 7, Yahoo! fourni une version bêta d'Internet Explorer 7 inclus avec la bar d'outils Yahoo! et d'autres outils spécifiques de personnalisation Yahoo! La version 7 a pour but de défendre les utilisateurs contre l'hameçonnage ainsi que les logiciels malveillants, et il possède également le contrôle complet de l'utilisation des ActiveX et un framework de sécurité, y compris de ne pas pouvoir être intégré aussi bien avec Windows comme les versions précédentes, ce qui accroît la sécurité. Contrairement aux versions précédentes, le contrôle ActiveX d'Internet Explorer n'est pas hébergé dans le processus de l'Explorateur Windows, mais il tourne dans son propre processus. Il comprend également des corrections de bogues, des améliorations à son soutien aux standards du Web, la navigation par onglets avec la prévisualisation et la gestion des onglets, d'un multiple moteur de recherche, un lecteur de flux RSS, d'un support des noms de domaine internationalisés (IDN), et d'un filtre antiphishing. Le 5 octobre 2007, Microsoft a supprimé la validation du logiciel genuine avant l'installation, ce qui signifie que toutes les versions de Windows, qu'elles soient en mesure de passer la validation ou non, sont en mesure d'installer le navigateur.
Fin 2007, Microsoft a annoncé qu'Internet Explorer 7 ne serait pas intégré au Service Pack 3 de Windows XP. Celui-ci contient cependant les correctifs d'Internet Explorer 6 et 7, et met à jour la version installée sur le système.
Moins d'un an après la sortie d'IE7 (fin 2006 à fin 2007) les appels vers le support de Microsoft ont diminué de 10 % à 20 %.

## Critique
Internet Explorer était autrefois de loin le navigateur le plus utilisé, mais depuis 2002 il doit faire face à une chute régulière de ses parts de marché par rapport aux autres navigateurs, principalement Firefox et Chrome.

### Sécurité
Internet Explorer est minutieusement examiné par la communauté de recherche en sécurité informatique, en partie en raison de son omniprésence. L'exploitation des trous de sécurité d'Internet Explorer lui a donné la réputation d'être le navigateur Web le moins sécurisé.
Microsoft a résolu ce problème de deux manières distinctes avec Windows Vista. Premièrement grâce à l'UAC (User Account Control), soit le contrôle du compte utilisateur qui force l'utilisateur de confirmer toute action qui pourrait affecter la stabilité ou la sécurité du système, même lorsque vous êtes connecté en tant qu'administrateur. Deuxièmement grâce au mode protégé d'IE qui permet de lancer le navigateur Web avec beaucoup moins de privilèges qu'avec le compte utilisateur.
À ce jour[Quand ?], et avec l'User Account Control (disponible sous Windows Vista et Windows Seven) Internet Explorer est le navigateur le plus sécurisé puisque son mode protégé (sandbox) n'a pas encore été "cassée"

#### Filtre contre l'hameçonnage
Certains utilisateurs ont critiqué le filtre anti-hameçonnage d'être trop facile à contourner. Un succès de la méthode de contournement du filtre anti-hameçonnage d'Internet Explorer a été signalé en redirigeant une page Web blacklistée vers une page non-blacklistée, au moyen d'une redirection côté serveur. Tant que la nouvelle page est bloquée, l'attaque peut rester active.
Cette faille signifie que l'attaquant peut garder des liens fonctionnant d'anciens emails en se déplaçant simplement vers un nouveau serveur lorsque leur page originale est blacklistée et ajoute une redirection.
Cela a été critiqué comme doublement grave que la présence d'un filtre anti-hameçonnage peut apaiser les utilisateurs dans un faux sentiment de sécurité lorsque le filtre peut être contourné.

### Support des standards
D'autres critiques concernent le support des standards d'Internet Explorer. Bien qu'Internet Explorer 7 soit nettement plus conforme que les versions précédentes, il reste l'un des moins conformes aux standards de tous les grands navigateurs web.
Il est également affirmé que le manque de support dans Internet Explorer est responsable de retenir l'adoption généralisée par les webmestres de plusieurs nouvelles technologies de standards (par exemple, le format PNG a été supporté par de nombreux navigateurs depuis 1996 alors qu'il a fallu attendre la version 7 d'Internet Explorer pour que celui-ci soit complètement supporté ; c'est également le cas pour le format SVG qui n'est toujours pas supporté sans l'ajout d'un plugin).
Les développeurs Web doivent travailler avec une technologie supportée dans tous les navigateurs pour le développement multiplate-forme. Internet Explorer est souvent critiqué pour être techniquement inférieur. Cela inclut le support partiel ou erroné de l'interprétation du CSS, HTML et des fonctionnalités DOM, comparé à Firefox ou Opera qui ont un support natif de XHTML. De plus, Internet Explorer 7 ne passe pas le test Acid2, un test conçu par le Web Standards Project pour vérifier la mise en œuvre de plusieurs standards du web jugés prioritaires.

## L'ergonomie et l'accessibilité
Comparativement, l'interface par défaut d'Internet Explorer est moins encombrée que certains navigateurs tel que Netscape Communicator ou Seamonkey (anciennement Mozilla). Avec IE7, l'interface est devenue minimale, et peut être modifiée par l'utilisateur.
Comme il est étroitement intégré à Windows, Internet Explorer se sert pleinement du framework d'accessibilité fournit dans Windows. Internet Explorer est aussi une interface utilisateur pour le FTP, avec des opérations semblables à celles de l'Explorateur Windows. Cependant, avec la version 7, les sites FTP sont restitués dans une page sous forme d'hyperliens. IE7 peut lui-même lancer l'explorateur de Windows pour accéder aux services FTP.
La possibilité de limiter les fonctions de scripting, comme ceux qui modifient la barre d'état ou ajustent la taille ou la position de la fenêtre du navigateur, a été introduit avec IE7.
Cette version 7 apporte à Internet Explorer la navigation par onglets avec une possibilité les visualiser rapidement, une capacité de rendu des flux RSS, une découverte de ces flux via un bouton, et une mise en page pour l'impression intelligente, avec une fonctionnalité d'ajustement et de redimensionnement pour coller avec la mise en page des marges sur le papier.

## Fonctionnalités et modifications
- Pour des raisons de sécurité, Internet Explorer n'est plus intégré au shell de l'Explorateur Windows. Les fichiers locaux écrit dans IE7 sont ouverts à l'aide du shell de l'Explorateur Windows et les sites Web écrit dans le shell de l'Explorateur Windows sont ouverts à l'aide du navigateur web par défaut.
- Mode protégé (disponible dans Windows Vista uniquement), par lequel le navigateur s'exécute dans un sandbox avec des droits encore plus faibles qu'un compte utilisateur restreint. En tant que tel, il ne peut écrire dans le dossier "Fichiers Temporaires Internet" et ne peut pas installer des programmes au démarrage ou faire tout changement de configuration du système d'exploitation sans communiquer par l'intermédiaire d'un limiteur de processus. Le mode protégé d'IE7 repose sur la technologie de l'User Account Control, le contrôle de compte d'utilisateur.
- La version 7 supporte la navigation par onglets, une caractéristique populaire dans les navigateurs Web concurrents. Une nouvelle fonctionnalité appelée "Aperçu mosaïque", affiche une vignette de prévisualisation des onglets ouverts. Depuis la sortie de la Beta 3, l'utilisateur a été en mesure de réorganiser les onglets par un glisser-déposer comme désiré.
- La version 8 ajoute le support pour des noms de domaine internationalisés (IDN) inclus avec la protection anti-spoofing. Si l'utilisateur visite un site web dont le nom est dans une langue étrangère (caractères non Latins), il sera affiché en punycode si l'utilisateur ne dispose pas d'un support pour la langue installée. Également, les caractères non Latins peuvent, sous certaines conditions, être mélangés avec des caractères Latins. Dans ce dernier cas, le punycode est utilisé si le support des scripts non Latin n'est pas installé. Cela permet d'éviter les arnaques par hameçonnage, où certains caractères sont remplacés par un caractère similaire recherché à partir d'un autre alphabet.
- Une zone de recherche a été ajoutée à l'angle supérieur droit. Le moteur de recherche par défaut est hérité des paramètres d'Internet Explorer 6, dont plusieurs barres d'outils de moteurs de recherche pour fournir des capacités de recherche sur la barre d'adresse, mais d'autres fournisseurs peuvent être ajouté (Google, Altavista, Yahoo!, Live Search, Wikipédia, etc.). Microsoft fournit une liste de prestataires[15]. Le champ de recherche utilise la technologie OpenSearch de A9.com pour importer des moteurs de recherche.
- L'utilisation d'un standard ouvert fait qu'il est plus facile pour les sites Web d'inclure leur requêtes de recherche prédéfinis dans le champ de recherche[16]. Il est également disponible une liste complète des moteurs de recherche populaires qui peut être ajouté à la boîte de recherche[17]. Avec la sortie de Windows Internet Explorer 7, Microsoft a mis à jour sa liste de fournisseurs avec un outil qui permet aux utilisateurs de créer manuellement et d'ajouter un service de recherche à la boîte de recherche.
- Le support de la transparence du canal alpha par pixel des images PNG a été ajouté[18].
- Un lecteur de flux intégré est inclus, afin que les utilisateurs puissent lire les flux Web (RSS ou Atom) sans un lecteur RSS séparé. Les fonctionnalités incluent la découverte automatique des flux l'alimentation et la capacité de récupérer des mises à jour des flux, même lorsque le navigateur Web ne fonctionne pas. La fonctionnalité de flux Web est également disponible pour les développeurs tiers grâce à l'API, de sorte que la liste des flux souscrits (ainsi que leur contenu actuel) peuvent être utilisés[19]. Un add-on pour IE7, Feeds Plus, fourni par Microsoft lui-même, fournit des capacités d'une meilleure notification pour la plate-forme RSS.
- ActiveX Opt-In bloque les contrôles ActiveX à moins qu'il ne puisse être installé. Cette fonctionnalité améliore la sécurité de contrôles invérifiables et vulnérables. Les contrôles ActiveX peuvent être choisis pour être installé sur la barre d'informations. L'utilisateur peut activer ou désactiver les contrôles ActiveX grâce au gestionnaire d'Add-on.
- Un certain nombre d'améliorations au support de CSS, de DOM et de HTML ont été faites. L'objectif de Microsoft avec la version 7 était de fixer les bugs les plus importants et les zones qui ont causé le plus de problèmes pour les développeurs, puis l'amélioration de la couverture des standards viendraient plus tard.
- Le problème connu d'avoir la portion de la partie droite d'une page Web coupée lorsque la page est imprimée a été corrigé. Le contenu de la page peut également être "réduit" en coupant plus de texte sur une seule page. La refonte de l'interface "Aperçu avant impression" permettra également aux utilisateurs de glisser vers les marges de la page et de voir les résultats immédiatement.
- Un sélecteur permettant de zoomer sur la page a été ajouté dans le coin inférieur droit de l'interface utilisateur. Contrairement à la « taille du texte », cela va zoomer sur l'ensemble du contenu de la page Web, ce qui permet d'en faciliter la lecture sur les grands écrans. Les polices sont rendus à une résolution plus élevée[20].
- ClearType peut être activé ou désactivé séparément du reste du système d'exploitation[21].
- Le nouveau filtre anti-hameçonnage offre une protection contre les escroqueries par hameçonnage et autres sites Web qui peuvent être considérées comme dangereux pour un utilisateur qui voudrait entrer des informations personnelles dessus. Lorsque cette option est activée, tous les sites Web que l'utilisateur visite sont vérifiés à une liste de références de sites d'hameçonnage connus. Si un site est listé, l'utilisateur est informé. Compte tenu de l'incidence sur la confidentialité de cette fonctionnalité, il n'est pas activé automatiquement, l'utilisateur doit choisir au démarrage d'Internet Explorer 7 s'il veut l'activer ou non[22]. Microsoft travaille en collaboration avec des entreprises qui se spécialisent dans l'identification de systèmes d'hameçonnage pour assurer que la liste des sites connus est exact et rapidement mis à jour[23].
- La barre d'adresse et la barre d'état apparaissent dans toutes les fenêtres y compris les fenêtres de pop-up qui permettent de bloquer les sites malveillants d'imiter des sites de confiance. Il y a également la barre d'adresse qui comporte un code de couleur pour indiquer visuellement la fiabilité de la page. La barre d'adresse devient rouge quand une page qui est visité comporte un certificat de sécurité invalide. Dans le cas des sites n'utilisant pas de chiffrement, la barre d'adresse est blanche. Et si la page utilise un certificat de sécurité élevé, la barre devient verte.
- Des fenêtres modales telles que les boîtes de dialogue apparaissent uniquement lorsque l'onglet qui les a générées est sélectionné (dans de telles situations, l'onglet devient de couleur orange). D'autre part, la fenêtre sauvée est modale et lors de la sauvegarde de la page affiché dans un onglet, l'utilisateur ne peut pas voir les autres onglets.
- La barre d'adresse ne permet plus à du JavaScript d'être exécuté sur des pages vierges (about: blank). Cette fonction est encore supporté mais sur d'autres pages, qui permet aux bookmarklets de fonctionner correctement. La raison de la modification n'a pas été donnée.
- La barre d'état ne permet plus à du texte personnalisé d'être entré (par exemple: "Le formatage C: \ 10 % Complete |||||||") et indique toujours l'URL d'un survol sur n'importe quel lien pour la sécurité.
- "Supprimer l'historique de navigation" efface l'historique de navigation complètement en une seule étape. Auparavant, il s'agissait de plusieurs processus obligeant les utilisateurs  à supprimer le cache du navigateur, l'historique, les cookies, les données de formulaires sauvegardés et les mots de passe dans une série d'étapes différentes. Ceci est utile pour améliorer la confidentialité et la sécurité dans un environnement multi-utilisateurs, comme dans un cybercafé.
- Les boutons Actualiser et Atteindre ont été fusionnés : quand une URL est tapée dans la barre d'adresse, le bouton passe de "Actualiser" à "Atteindre" et quand "Atteindre" (ou le clavier avec la touche Entrée) est activé, le bouton passe de "Atteindre" à "Actualiser". De cette façon, l'espace occupé par les barres d'outils est minimisé.
- Les menus "Retour à" et "Suivant" ont été combinés dans un seul menu qui montre la position actuelle des utilisateurs dans leur historique avec une entrée écrite en gras. Dans la plupart des cas, la page actuelle sera au sommet, avec une liste de pages pour revenir en arrière, mais si l'utilisateur vient de revenir en arrière sur une ou plusieurs pages, il y aura des éléments supplémentaires au-dessus de la page actuelle à laquelle il pourra naviguer sur les pages suivantes.
- Fixer mes paramètres vérifie au démarrage ou lorsqu'un paramètre est changé, si les paramètres actuels ne sont pas sûrs; il le notifie alors à l'utilisateur. L'utilisateur peut aussi appuyer sur un bouton afin de fixer les paramètres dans un état de sécurité. Il n'existe actuellement aucun moyen de désactiver ces avertissements.
- Les anciens protocoles et technologies ont été supprimés: Gopher, TELNET, Scriptlets, DirectAnimation, XBM, Channels (.CDF files) aussi connu sous le nom de Active Desktop, etc. La modification du contrôle DHTML a été supprimée d'IE7 pour Windows Vista pour réduire la superficie des attaques au niveau sécurité.
- Aucun Add-on ne permet à IE7 de démarrer sans les extensions installées.
- La barre de menu peut être cachée pour permettre plus d'espace pour les pages Web.
- Amélioration de la sélection de texte.
- Puissance de chiffrement de Windows Internet Explorer 7 : 256 bits sous Windows Vista, 128 bits sous Windows XP et Windows Server 2003.
- La barre d'adresse devient rouge lorsque le certificat présenté par un site sécurisé a quelques problèmes. Dans ce cas, la navigation sur le site est bloquée par défaut, et ne peut être accessible après que l'utilisateur confirme explicitement la navigation.
- Windows Internet Explorer 7 inclut le support des certificats EV. La barre d'adresse prend la couleur verte sur les sites présentant un tel certificat.
- De nouveaux modèles de stratégies de groupe administratif (fichiers .adm) pour IE7 sont chargés automatiquement sur le contrôleur de domaine quand une stratégie de groupe est ouverte à partir d'un poste de travail où a été installé IE7. Ces nouveaux modèles administratifs permettent de contrôler l'état du filtre antihameçonnage état par exemple.
- Réinitialiser les paramètres d'Internet Explorer supprime tous les fichiers temporaires, désactive les add-ons du navigateur, et remet à zéro toutes les modifications de paramètres sur les paramètres d'usine. Il peut être utilisé si le navigateur est dans un état inutilisable.

## Historique de sortie
- Le 31 janvier 2006, Microsoft a publié un aperçu de la construction (Apercu de la Beta 2: version Pre-Beta 2) d'Internet Explorer 7 pour Windows XP Service Pack 2 (pas pour Windows Server 2003 SP 1) sur leur site web. C'est statué qu'il y aura plus de beta publique (éventuellement Bêta 2 en avril) d'Internet Explorer 7 qui sera publié au premier semestre de 2006, et la version définitive sera publiée au second semestre de 2006[24]. La build de la pré-bêta a été régénérée le 20 mars 2006 à la build 7.0.5335.5. Un vrai build de la Beta 2 a été publié le 24 avril 2006 à la build 7.0.5346.5. En outre, à la conférence du MIX'06, Bill Gates a déclaré que Microsoft travaille déjà sur les deux prochaines versions d'IE après la version 7.
- Le 29 juin 2006, Microsoft a publié la Beta 3 (Build 7.0.5450.4) d'Internet Explorer 7 pour Windows XP SP2, Windows XP x64 Édition et Windows Server 2003 SP1. Il apporte des nettoyages mineurs d'UI, une réorganisation des onglets via un glisser-déposer, ainsi que de notables améliorations de la performance.
- Le 24 août 2006, la Release Candidate 1 (RC1) d'Internet Explorer 7 (Build 7.0.5700.6) est sortie pour Windows XP SP2, Windows XP x64 Édition et Windows Server 2003 SP1. Ce fut la dernière pré version d'IE7 avant la version finale.
- Le 28 septembre 2006, 3Sharp, une compagnie privée de services techniques a publié les résultats d'une étude missionnée par Microsoft[25], pour évaluer laquelle des huit solutions antihameçonnage dans Internet Explorer 7 (Beta 3) est la mieux. L'étude a évalué la capacité de bloquer et de mettre en garde contre l'hameçonnage et de permettre à d'autoriser les bons sites[26].
- Le 18 octobre 2006 la première version finale a été publiée sur microsoft.com, et a été distribuée comme une priorité de mise à jour via les mises à jour automatiques (UA), le 1er novembre. UA avertit les utilisateurs quand IE7 est prêt pour l'installation et affiche un écran d'accueil qui présente les principaux aspects et les choix: "Installer", "Ne pas installer", ou "Me demander plus tard ».
- Le 8 novembre 2006, une version d'Internet Explorer 7 est sortie uniquement pour Windows Vista (7.0.6000.16386).
- Le 11 novembre 2006, une autre version pour Windows XP a été mise à disposition (7.0.5730.11IC)[27].
- Le 24 septembre 2007, Windows Serveur 2008 RC0 est sorti avec la version 7.0.6001.16659.
- Le 4 octobre 2007, la dernière version pour Windows XP (7.0.5730.13) a été mise à disposition.

| Version majeure | Version mineure    | Date de la sortie | Changement significant | Livré avec           |
| --------------- | ------------------ | ----------------- | --- | -------------------- |
| Version 7       | 7.0 Beta 1         | 27 juillet 2005   | Support du PNG alpha channel. Bugs CSS corrigés. Navigation par onglet.                                                            | Windows Vista Beta 1 |
| Version 7       | 7.0 Beta 2 Preview | 31 janvier, 2006  | Plus de corrections CSS. Intégration de la plateforme RSS. Nouvelle UI. Onglets rapide.                                            |                      |
| Version 7       | 7.0 Beta 2         | 24 avril 2006     | Fonctionnalités complètes. Plus de corrections CSS . Compatibilité de l'application fixée.                                         |                      |
| Version 7       | 7.0 Beta 3         | 29 juin 2006      | Corrections de problèmes de rendu CSS.                                                                                             |                      |
| Version 7       | 7.0 RC 1           | 24 août 2006      | Les améliorations des performances, de stabilité, de sécurité, de compatibilité de l'application et des ajustements finaux du CSS. |                      |
| Version 7       | 7.0                | 18 octobre 2006   | Release finale et actuelle. | Windows Vista        |

| Shdocvw.dll                                                          | Notes                                                      |
| -------------------------------------------------------------------- | ---------------------------------------------------------- |
| version majeure.version mineure.numéro de build.sous numéro de build |                                                            |
| 7.00.5730.1100                                                       | Internet Explorer 7 pour Windows XP et Windows Server 2003 |
| 7.00.6000.16386                                                      | Internet Explorer 7 pour Windows Vista                     |
| 7.00.6000.16441                                                      | Internet Explorer 7 pour Windows Server 2003 SP2 x64       |
| 7.00.6000.16441                                                      | Internet Explorer 7 for Windows XP SP2 x64                 |

(source)